# U-Bahnhof Dergano
Der U-Bahnhof Dergano ist ein unterirdischer Bahnhof der U-Bahn Mailand. Er wurde nach dem gleichnamigen Stadtteil benannt.

## Geschichte
Der Bahnhof wurde am 26. März 2011 mit der Verlängerung vom U-Bahnhof Maciachini zum U-Bahnhof Comasina eröffnet.

## Lage
Der Bahnhof befindet sich in unterirdischer Lage unter der Via Carlo Imbonati in Stadtteil Dergano. Der Bahnhof verfügt über zwei Gleise mit Seitenbahnsteigen. Über dem Gleisniveau befindet sich ein Zwischengeschoss mit Zutrittskontrolle. Die architektonische Ausstattung wurde wie bei allen Bahnhöfen der Linie M3 von den Architekten Claudio Dini und Umberto Cappelli gestaltet.

## Service
Wie alle anderen Stationen der M3-Linie (und auch M5) ist auch dieser U-Bahnhof behindertengerecht. Dies gilt nicht für alle Linien in Mailand.

## Anbindung
| Linie | Verlauf |
| ----- | --- |
|       | Comasina – Affori FN – Affori Centro – Dergano – Maciachini – Zara – Sondrio – Centrale FS – Repubblica – Turati – Montenapoleone – Duomo – Missori – Crocetta – Porta Romana – Lodi TIBB – Brenta – Corvetto – Porto di Mare – Rogoredo FS – San Donato |